# Dennis Banks
Dennis Banks, född den 12 april 1937 i Leech Lake, Minnesota, död den 29 oktober 2017 i Rochester, Minnesota, var en aktivist för den amerikanska ursprungsbefolkningens rättigheter, lärare och författare. 
Banks var en förgrundsfigur inom American Indian Movement, som han grundade 1968.
Han deltog i och var talesperson för ockupationen av Wounded Knee 1973, då byn under 10 veckor ockuperades av 200 beväpnade aktivister från American Indian Movement.
Banks självbiografi, Ojibwa Warrior: Dennis Banks and the Rise of the American Indian Movement, gavs ut 2004.